# Gloppen
Gloppen este o comună din provincia Sogn og Fjordane, Norvegia.